# Староводолажский сельский совет
Староводолажский сельский совет — входит в состав Нововодолажского района Харьковской области Украины.
Административный центр сельского совета находится в селе Старая Водолага.

## Населённые пункты совета
- село Старая Водолага
- село Бахметовка
- село Павловка